# غريزغورز بارتشاك
غريزغورز بارتشاك (بالبولندية: Grzegorz Bartczak)‏ هو لاعب كرة قدم بولندي في مركز الدفاع، ولد في 21 يونيو 1985 في لغنيتسا في بولندا. شارك مع منتخب بولندا لكرة القدم. أما مع النوادي، فقد لعب مع زاغويمبيه لوبين وميدز ليجنيكا وياغيلونيا بياويستوك.

## وصلات خارجية
- غريزغورز بارتشاك على موقع قاعدة بيانات كرة القدم.إي يو (الإنجليزية)
- غريزغورز بارتشاك على موقع ناشيونال فوتبول تيمز (الإنجليزية)
- غريزغورز بارتشاك على موقع Soccerway.com (الإنجليزية)